# TT158
TT158 (Theban Tomb 158) è la sigla che identifica una delle Tombe dei Nobili ubicate nell’area della cosiddetta Necropoli Tebana, sulla sponda occidentale del Nilo dinanzi alla città di Luxor, in Egitto. Destinata a sepolture di nobili e funzionari connessi alle case regnanti, specie del Nuovo Regno, l'area venne sfruttata, come necropoli, fin dall'Antico Regno e, successivamente, sino al periodo Saitico (con la XXVI dinastia) e Tolemaico.

## Titolare
TT158 era la tomba di:
| Titolare | Titolo                | Necropoli       | Dinastia/Periodo                    | Note                                 |
| -------- | --------------------- | --------------- | ----------------------------------- | ------------------------------------ |
| Thonefer | Terzo Profeta di Amon | Dra Abu el-Naga | XIX dinastia (Merneptah-Ramses III) | in alto sulla collina, sopra la TT35 |

## Biografia
Uniche notizie biografiche ricavabili dalle pitture parietali, il nome della moglie, Nefertere, Superiora dell'harem di Amon, e il nome del figlio Amenemopet, Prete di Amon, titolare della TT148.

## La tomba
Planimetricamente la tomba, che si apre in un ampio cortile, si presenta con forma a "T" rovesciata (non ultimata) tipica delle sepolture del periodo, con una sala trasversale e una sala perpendicolare alla prima. Nel cortile antistante l'ingresso, (1 in planimetria) scene di offertorio al defunto e alla moglie e in tre scene, il defunto e inni sacri, il defunto inginocchiato in offertorio ad un toro e il defunto seguito dal toro; poco oltre (2), su tre registri sovrapposti, le Anime di Pe e Nekhen e il defunto in adorazione delle divine barche. il defunto in adorazione di divinità sotto un padiglione e, in cinque scene, il defunto presentato da Horus e Thot a Osiride, il defunto che offre libagioni su un altare a Osiride, il defunto che viene presentato da Anubi e le dee Hathor e Mertseger. Seguono (3) su tre registri, la festa di Sokar, con la barca del dio portata da preti e il defunto che recita litanie dinanzi alla barca, il defunto a bordo di una barca, preti che spandono incenso dinanzi al defunto, il figlio Amenemopet, Prete di Amon, con altri preti dinanzi a Meret; seguono suonatori inginocchiati e il defunto e un altro uomo che giocano a dama. Sono inoltre rappresentate due file di parenti del defunto e il figlio Amenemopet con una lista di offerte. Su un'altra parete del cortile (4) il defunto con mazzi di fiori, seguito da Pahemneter, riceve fiori da una donna e altre donne che suonano tamburelli uscendo dal tempio.
Un corridoio reca, sulle pareti (5), il defunto in adorazione, inno a Ra-Horakhti con quattro babbuini adoranti, un arpista inginocchiata e tre dee con un lago a alcuni ba dinanzi al defunto e il defunto in adorazione di Atum (?). Si accede, quindi, alla sala trasversale, non ultimata nel lato est, sulle cui pareti si vedono: (6) il defunto e la moglie; resti di brani (7) del Libro delle Porte e della processione funeraria con prefiche e preti che offrono libagioni a due mummie e, poco discosto (8), il defunto in offertorio ad alcune divinità tra cui Khnum, Wen (divinità), Atume Ra-Horakhti. Sulla parete (9) si trovano le statue colossali del defunto e della moglie, affiancate (10) da scene del defunto in adorazione di Thot e Maat, e il figlio che offre mazzi di fiori. Poco oltre (11), su quattro registri sovrapposti, resti di scene di banchetto con ospiti tra cui Amenemonet, funzionario (?) del tempio di Amenhotep III. Oltre la porta che dà accesso alla sala perpendicolare, (15) su quattro registri, tre uomini, statuette reali controllate dal defunto, il defunto (?) e la moglie seduti con altre due copie, di cui una costituita da Amenemonet e la moglie, resti di liste di offerte rituali con preti inginocchiati o che offrono libagioni al defunto. Segue una parete, non ultimata e pesantemente danneggiata, su cui (14) si leggono solo il defunto seguito da alcuni portatori di offerte; poco oltre (13) statua colossale del defunto seduto, con una donna in piedi. Su quattro registri (12) scene di offertorio di preti ad alcune divinità, compreso Imhotep e il defunto inginocchiato dinanzi a Thot, seguono il figlio Amenemopet e la moglie, i genitori, altri parenti, preti, una tavola su cui si trova l'occorrente per la Cerimonia di apertura della bocca e resti di scene di banchetto.
Un secondo corridoio, sulle cui pareti (16) il defunto e la moglie, con liutisti inginocchiati e tre dee con alcuni ba di cui uno che beve ad una fonte, dà accesso a una camera perpendicolare alla precedente. Sulle pareti: (17-18) su tre registri brani del Libro delle Porte e sette scene, compresa quella di una divinità che traina una barca, undici scene del defunto dinanzi ad altrettante divinità, undici altre scene comprese scene di pesatura e Harsiesi con aiutanti dinanzi a Osiride, Anubi e alcune dee. Testi autobiografici (19) sono riportati su una piccola parete accanto al corridoio di accesso, mentre poco oltre (20-21), su tre registri, brani dal Libro delle Porte e sette scene, compresa quella di alcune divinità che trainano una barca, divinità serpente e la statua del defunto purificata, undici scene compresa l'adorazione della barca di Sokar da parte del defunto, un ariete sotto un padiglione, le dee Mut e Hathor, undici altre scene tra cui il defunto dinanzi ad un pilastro Djed, il defunto che apre una porta, il defunto accompagnato da Iside, Nephtys e Anubi verso i Campi di Yaru e il defunto con la moglie che pescano mentre un uomo raccoglie uva.
Un breve corridoio, sulle cui pareti è rappresentato il pilastri Djed, immette in una sala più interna, appena abbozzata, che ospita il sarcofago.
Provengono da questa tomba:
- mattoni sacri con il cartiglio di Amenhotep II, oggi al Museo di archeologia e antropologia dell'Università della Pennsylvania (cat. 29.86.711 e 29.87.620-I);
- frammenti di rilievo con la testa del defunto e intarsi da una scatola intestata al defunto, oggi al Museo di archeologia e antropologia dell'Università della Pennsylvania (cat. 29.87.624 e 29.86.407)[7].

### Annotazioni
1. ↑  La numerazione dei locali e delle pareti segue quella di Porter e Moss 1927, p. 264.
2. ↑  La prima numerazione delle tombe, dalla numero 1 alla 253, risale al 1913 con l’edizione del "Topographical Catalogue of the Private Tombs of Thebes" di Alan Gardiner e Arthur Weigall. Le tombe erano numerate in ordine di scoperta e non geografico; ugualmente in ordine cronologico di scoperta sono le tombe dalla 253 in poi.
3. ↑  I campi della Duat, ovvero l'aldilà egizio, si trovavano, secondo le credenze, proprio sulla riva occidentale del grande fiume.
4. ↑  Nella sua epoca di utilizzo, l'area era nota come "Quella di fronte al suo Signore" (con riferimento alla riva orientale, dove si trovavano le strutture dei Palazzi di residenza dei re e i templi dei principali dei) o, più semplicemente, "Occidente di Tebe".
5. ↑  le Tombe dei Nobili, benché raggruppate in un'unica area, sono di fatto distribuite su più necropoli distinte.
6. ↑  Le note, sovente di inquadramento topografico della tomba, sono tratte dal "Topographical Catalogue" di Gardiner e Weigall, ed. 1913 e fanno perciò riferimento alla situazione dell'epoca.
7. ↑  La parte superiore del rilievo si trova oggi al Ägyptisches Museum und Papyrussammlung di Berlino, cat. 20482.

### Fonti
1. ↑  Gardiner e Weigall 1913.
2. ↑  Donadoni 1999,  p. 115.
3. ↑  Porter e Moss 1927,  p. 266.
4. ↑  Gardiner e Weigall 1913, pp. 30-31.
5. ↑  Gardiner e Weigall 1913, p. 31.
6. 1 2  Porter e Moss 1927,  p. 268.
7. ↑  Porter e Moss 1927,  pp. 266-268.